# Literatura chińska
Literatura chińska – tradycja literacka licząca ponad 2,5 tys. lat i obejmująca krąg cywilizacji chińskiej. Jest jedną z największych na świecie, zarówno jeśli chodzi o czas, jak i o rozmiary pozostawionej spuścizny. Tradycja ta kształtowała się w okresie Wschodniej Dynastii Zhou (1046–256 p.n.e.), kiedy to spisane zostały  pierwsze wielkie dzieła chińskiego piśmiennictwa – poezja anonimowa oraz proza historyczna (kroniki). Kolejnymi ważnymi wydarzeniami w jej rozwoju było ujednolicenie pisma i zniszczenie wielu klasycznych ksiąg w okresie dynastii Qin (III w. p.n.e.), a następnie rekonstrukcja klasycznego dziedzictwa i powstanie nowej, imperialnej kultury w okresie dynastii Han (II w. p.n.e. – II w. n.e.). W epoce Tang (VII–X w.) nastąpił złoty wiek chińskiej poezji, w epoce Yuan (XII–XIV w.) rozwinął się teatr, a w epoce Ming (XIV–XVII w.) – powieść. W epoce Qing i w XX wieku nastąpiła okcydentalizacja chińskiej literatury, a także odejście od języka klasycznego, który przez ponad 2 tys. lat był językiem literackim.
Literatura chińska odcisnęła silne piętno na literaturze krajów sąsiednich, m.in. japońskiej, koreańskiej i wietnamskiej. Na Zachodzie przez wieki pozostawała kompletnie nieznana, zaczęto się nią interesować wraz z powstaniem i rozwojem sinologii w okresie wielkich odkryć geograficznych i z postępami misji jezuickiej w Chinach w XVII wieku. W wiekach XIX i XX zaczęto na dużą skalę tłumaczyć na języki europejskie chińską klasykę, a następnie współczesną literaturę. Ukoronowaniem tego zainteresowania stała się w 2000 roku pierwsza Literacka Nagroda Nobla przyznana Chińczykowi, którą otrzymał Gao Xingjian. W roku 2012 laureatem tejże nagrody został drugi Chińczyk – Mo Yan.

## Początki piśmiennictwa chińskiego iliterati
Pismo w Chinach wynaleziono niezależnie od innych ognisk cywilizacyjnych najpóźniej 4,5 tys. lat temu, choć nowe znaleziska archeologiczne sugerują, że mogło to nastąpić znacznie wcześniej. Było już ono powszechnie stosowane w okresie dynastii Shang (ok. 1600–1045 r. p.n.e.), z którego zachowały się tzw. napisy na kościach wróżebnych i na brązach.
Od zamierzchłych czasów znajomość pisma była domeną nielicznej grupy ludzi skupionych wokół dworów władców pełniących rolę wróżbitów, archiwistów, kronikarzy cesarskich, dokonujących zwięzłych zapisów wydarzeń, wydanych edyktów, umów zawartych pomiędzy książętami lennymi. W połowie pierwszego tysiąclecia p.n.e. pojawiły się traktaty filozoficzne o charakterze historyczno-kronikarskim. Stosunkowo wcześnie spisano utwory poetyckie, które dotychczas powstawały anonimowo i krążyły w tradycji ustnej. Na początku naszej ery język piśmiennictwa chińskiego skostniał stając się wzorcem klasycznego języka chińskiego, w odróżnieniu od języka mówionego ulegającemu dość zasadniczym zmianom. Ponieważ znajomość pisma ograniczała się do warstw uprzywilejowanych, utworów spisanych pismem innym niż klasyczne nie zaliczano do literatury – pomijano wszelkie powieści przekazywane ustnie.

## Księgi kanoniczne

### Zakres pojęcia „literatury”
Chińscy literati mieli przez wieki decydujący wpływ na postrzeganie piśmiennictwa. To oni decydowali o tym, które księgi uznawano za klasyki, a także które gatunki piśmiennictwa są godne uwagi. Ten wpływ uwidocznił się za czasów dynastii Han, kiedy do głosu ii do wpływu na państwową administrację doszli konfucjaniści. Uważali oni za godne uwagi piśmiennictwo historyczne i filozoficzne, i to właśnie one – szczególnie dzieła kanoniczne – były w Chinach uznawane za „literaturę”. Szanowali poezję, ale nie darzyli jej taką estymą, jak antyczna Europa. To dlatego inne gatunki literackie w Chinach rozwinęły się dopiero wieki później.

### Jing, czyli księgi klasyczne
W starożytnych Chinach księgi klasyczne nazywane były jìng (經). Termin ten oznaczał pierwotnie osnowę i wyrażał przekonanie, iż księgi te stanowią fundament kultury. Konfucjaniści wyróżniali tzw. pięcioksiąg (chin. 五經; Wǔjīng), do którego zaliczały się:
- Shujing – Księga Dokumentów
- Shijing – Księga Pieśni
- Yijing – Księga Przemian
- Liji – Księga Rytuałów
- Chunqiu – Wiosny i jesienie, Kronika wiosen i jesieni, Roczniki

Pod wpływem konfucjanistów cesarze dynastii Han ustanowili stanowiska erudytów, specjalizujących się w poszczególnych dziełach pięcioksięgu. Dokonywali oni interpretacji tekstów (których treść stała się niezrozumiała na skutek ewolucji języka i za sprawą zniszczenia ksiąg). Miana jìng doczekały się wówczas również inne klasyczne teksty, wychodzące poza konfucjański kanon, np. Daodejing – Księga Drogi i Cnoty, zaliczana do tekstów taoistycznych.

### Poszerzenie kanonu w czasach dynastii Song
W czasach dynastii Song w XII wieku, w okresie renesansu neokonfucjańskiego Zhu Xi poszerzył kanon o Czteroksiąg. Jednocześnie wyróżniono Trzynastoksiąg.

### Komentatorstwo i krytyka literacka
Ze względu na ewolucję języka mówionego jeden z typów krytyki literackiej w Chinach miał na celu tworzenie komentarzy do ksiąg klasycznych, często wyjaśniając znaczenia niejasnych znaków lub stwierdzeń. Zdarzało się często, że wraz z upływem czasu pojawiała się potrzeba objaśniania samych komentarzy. Prace tego typu miały charakter historyczny i filologiczny, także filozoficzny. Jednym z najwybitniejszych komentatorów był neokonfucjanista Zhu Xi.
Drugi nurt krytyki literackiej zajmował się regułami tworzenia i oceny nowych dzieł literackich. Do tego nurtu należą m.in. Cao Pi i Liu Xie.

## Kronikarstwo chińskie
Od czasów najdawniejszych chińscy władcy starali się upamiętniać swoje czyny. W pierwszym tysiącleciu p.n.e. zaczęto prowadzić kroniki historyczne, do których chińscy literati – a szczególnie konfucjaniści – przykładali wielką wagę, gdyż wierzyli, że doświadczenie historyczne może mieć wartość umoralniającą. Dość powiedzieć, że Kroniki Wiosen i Jesieni z państwa Lu przypisywano samemu Konfucjuszowi.
Za największego chińskiego historyka uważany był Sima Qian, autor Zapisków historyka, żyjący w czasach dynastii Han, który opisał dzieje Chin od czasów legendarnych do sobie współczesnych. Uważa się, że biografie zawarte w Zapiskach stały się w wiekach późniejszych punktem wyjściowym dla nowego gatunku – powieści.

## Poezja klasyczna

### Najstarsze zabytki
Najstarsze chińskie utwory poetyckie zachowały się w dwóch zbiorach:
- Shijing (詩經), czyli Księga Pieśni – zestaw 305 anonimowych utworów z XI–VII w. p.n.e., powstałych na północ od Rzeki Żółtej, w czterosylabowych wierszach, przeznaczonych do śpiewania
- Chuci (楚辭), czyli Pieśni z Chu – kompilacja z okresu Walczących Królestw, przygotowana przez Qu Yuana i Song Yu; utwory były napisane w dialekcie państwa Chu i pisane w wierszach o zróżnicowanej długości od 4 do 9 sylab

Epokę poezji anonimowej kończy Qu Yuan (340–278 p.n.e.), pierwszy poeta chiński znany z imienia.

### Gatunki i formy
Chińska poezja klasyczna jest na ogół nazywana shi (詩). Istnieje w wielu odmianach i toku ewolucji przeszła wiele zmian. Ogólnie poezję klasyczną dzieli się na dawną (gutishi) i nową (jintishi):

#### Poezja dawna
Gutishi (古體詩) – dawna poezja, nazywana czasem skrótowo gushi (古詩). Mogą to być zarówno utwory z Księgi pieśni, jak i późniejsze, nawiązujące do nich formą. Gushi nie stawiała sobie większych ograniczeń poza długością wersów i rymami (co drugi wers).
- fu (賦) – poemat opisowy, który rozwinął się między IV a II w. p.n.e.
- Shi – poemat liryczny
  - Yuefu – forma poezji przejściowa pomiędzy gutishi i jintishi, wywodząca się z ludowej pieśni. Pojawiła się w czasach dynastii Han i rozkwitła za Tangów. Yuefu liczy zwykle pięć sylab. Utwory tego typu przeznaczone są do śpiewania.

#### Poezja nowa
Jintishi (近體詩) – poezja nowa, które narzucała sobie większe ograniczenia niż w poprzednich epokach, m.in. określona wersyfikacja (5 lub 7-sylabowa, choć zdarzała się 6-sylabowa), rym (tworzono słowniki rymów) czy stopa tonalna. Pojawiła się w V wieku i rozkwitła w epoce Tang oraz Song.
- Jueju (絕句, Juéjù) – rodzaj tetrastychu popularnego w epoce Tang. Wyróżniano jueju pięciosylabowe (五絕, wŭjué) i siedmiosylabowe (七絕, qījué). W wersie powinna być pauza – po drugiej sylabie w wujue i po trzciej sylabiec w qijue. Jueju uznaje się za najtrudniejszą formę jintishi. Mimo jej niewielkich rozmiarów autorzy potrafili poruszać poważne tematy, co nazywano zasadą „widzenia dużego w małym” (小中見大; pinyin: Xiăozhōng jiàndà).
- Lüshi (律詩) – rodzaj oktostychu o wersach pięcio- lub siedmiosylabowych, czyli wulü (五律)  i qilü (七律). Drugi i trzeci dwuwiersz musiały w nim być paralelne i zawierać identyczną strukturę gramatyczną.
  - Pailü (排律) – odmiana lüshi o nieograniczonej długości
- Ci – forma poezji lirycznej, która pojawiła się za czasów dynastii Liang, rozwinęła za Tangów i przeżyła najwyższy rozkwit Songów. Podobnie jak yuefu, ci wywodzi się z pieśni ludowych, także środkowoazjatyckich. Gatunek ten dzielono na formy krótkie i szybkie xiǎolìng (小令) oraz długie i powolne màncí (慢詞). Ci były dopasowane do wzorów wersyfikacyjnych, nawiązujących do określonych znanych melodii. Wzory te nazywano cípái (詞牌). Było ich około 800.
- Qu – rodzaj poezji śpiewanej, który pojawił się w czasach Południowej Dynastii Song i rozkwitł w czasach Dynastii Yuan, dlatego czasem nazywany jest również yuanqu (元曲). Dzielił się na dwie odmiany:
  - Sanqu (散曲) – odmiana poezji śpiewanej, spisana językiem bardziej kolokwialnym niż ci, a także dopuszczająca wtręty objaśniające treść, tzw. chenzi (襯字). Dzieli się na xiaoling (小令), obejmujące jedną linie melodyczną oraz santao (散套), które może się składać z kilku utworów muzycznych
  - Zaju (雜劇) – odmiana chińskiego teatru, która rozkwitła za czasów dynastii Yuan

### Znani poeci
- Qu Yuan – pierwszy chiński poeta znany z imienia, współautor Pieśni z Chu. Bohater legendy, na cześć którego Chińczycy obchodzą Święto Smoczych Łodzi
- Sima Xiangru (179–117 p.n.e.) – uważany za mistrza poematu opisowego fu
- Tao Yuanming, (Tao Qian; 365–427) – największy poeta chiński z okresu pomiędzy epokami Han i Tang
- Wang Wei (698–759) – mistrz lüshi oraz jueju
- Li Bai (Li Bo; 701–762) – uważany za największego poetę w chińskiej historii, gdyż był niezwykle wszechstronny; znany jest z doskonałych nawiązań do starych gatunków gushi i yuefu, a także do poetów, którzy je uprawiali, jak m.in. Qu Yuan; jednocześnie był mistrzem jueju i lüshi, choć w tym drugim przypadku lubił naginać reguły gatunku; w poglądach filozoficznych skłaniał się ku taoizmowi
- Du Fu (712–770) – młodszy przyjaciel Li Baia i zwolennik konfucjanizmu. Ze względu na doskonałą znajomość konfucjańskiego kanonu jest nazywany „poetą historykiem” lub „poetą mędrcem”. Najbardziej znany z lüshi, choć uprawiał inne gatunki
- Su Shi (1037–1101) – wszechstronny poeta, a także autor traktatów technologicznych i podróżniczych
- Li Qingzhao (1084–1151) – najsławniejsza chińska poetka, znana m.in. z ci. Jej ojciec był przyjacielem Su Shi

## Sztuka sceniczna

### Teatr (opera) chiński
W przeciwieństwie do m.in. Greków i Rzymian, Chińczycy długo nie uważali sztuk scenicznych za godne szacunku u ludzi wykształconych i uważali je za prostą rozrywkę. Już w czasach dynastii Zhou znano pantomimę i występy akrobatyczne. Od czasów dynastii Han popularnością cieszył się teatr cieni. W czasach dynastii Tang cesarz Xuanzang był rozczarowany niskim poziomem swoich muzykantów i ustanowił w stolicy Ogród Grusz (梨園, Lìyuán), rodzaj szkoły, w której ćwiczono się w różnych sztukach, jak m.in. taniec, muzyka i aktorstwo. Była to zapewne jedna z pierwszych tego typu szkół na świecie. W XII wieku w południowych Chinach pojawiła się opera Nanxi (南戏), łącząca pantomimę, śpiew i taniec.
Chiński teatr narodził się jednak dopiero w czasach mongolskiej dynastii Yuan, jako połączenie występów muzycznych i akrobatycznych. Nazywano go zájù (雜劇), czyli „różnorodne występy”. Sztuka dzieliła się na cztery akty, aktorzy nosili skonwencjonalizowane przebrania sugerujące charakter odgrywanych postaci, a każdy akt miał odrębny motyw muzyczny. Tego rodzaju sztuka wymyka się europejskiej terminologii, dlatego jest nazywana wymiennie „teatrem” lub „operą”. Za najważniejszych dramaturgów tego okresu uważani są Bai Renfu, Guan Hanqing, Ma Zhiyuan, Zheng Guangzu oraz Wang Shifu.
W następnych wiekach teatr chiński zdobył dużą popularność. W XVI-XVIII wieku w Chinach dominowała opera Kunqu (崑曲, kūnqǔ), z której wywodzi się wiele późniejszych odmian, w tym opera pekińska wystawiana na dworze dynastii Qing w Pekinie. Obecnie wylicza się 386 odmian opery chińskiej. Opera pekińska dysponuje repertuarem ponad 1000 sztuk, z których większość odnosi się do wydarzeń historycznych, a także znanych powieści. W czasie rewolucji kulturalnej próbowano ją zastąpić tzw. operą rewolucyjną

### Teatr zachodni
W XX wieku chińscy autorzy zaczęli pisać sztuki teatralne w zachodnim rozumieniu tego słowa, a w kraju powstały pierwsze teatry. Jednym z bardziej znanych dramaturgów okresu republikańskiego był Cao Yu, nazywany chińskim Szekspirem autor m.in. sztuki Burza (雷雨), na której Zhang Yimou oparł swój film Cesarzowa (2006). Dramaty pisali również znany pisarz Lao She (Herbaciarnia), a także noblista Gao Xingjian.

### Xiangsheng
Xiangsheng (相聲, xiàngsheng) to rodzaj chińskiego kabaretu w formie monologu lub dialogu, opartego na grach słownych. Narodził się w czasach dynastii Ming jako forma parodii. Obecnie jest uprawiany głównie w dialekcie pekińskim. Kanadyjczyk Mark Henry Roswell (znany w Chinach jako Dashan) został pierwszym cudzoziemcem, który został dopuszczony do występów xiangsheng.

## Powieść klasyczna
Powieści wszystkich wymienionych typów powstały na przestrzeni XIV do XIX wieku mimo niezmienionej formuły i struktury. Stanowiły wzór dla późniejszego powieściopisarstwa. Znane są powszechnie ludziom nie tylko piśmiennym, ale dzięki opowiadaczom ludowym także szerokim masom, stanowią motywy chińskiej opery. W czasie rewolucji kulturalnej bohaterem dla Czerwonej Gwardii do naśladowania była małpa Sun Wukong, która ośmieliła wystąpić przeciwko bogom chińskiego Olimpu – bohater Wędrówki na Zachód. W czasie okupacji japońskiej wzorem do naśladowania byli niezłomni obrońcy dynastii Han z powieści Dzieje trzech królestw. Również przewodniczący Mao powoływał się na przykłady z chińskiej literatury klasycznej. Były to symbole jednoznaczne i powszechnie znane.
W tradycji ustnej przechowywano wiele legend i opowieści. Wraz z rozwojem handlu i miast oraz komunikacji, wiele tych powieści stało się znanych w całym kraju, dzięki ulicznym pieśniarzom i opowiadaczom. Były to jak gdyby powieści w odcinkach połączone wspólnymi bohaterami, wydarzeniami z zapowiedzią ciągu dalszego. Kompozycja taka umożliwiała dodanie nowych wątków fabuły, nowych bohaterów. Pierwsze z tych opowieści zaczęto spisywać już w XI wieku. Tematycznie klasyczną literaturę chińską można podzielić w następujący sposób:

### Powieść awanturnicza

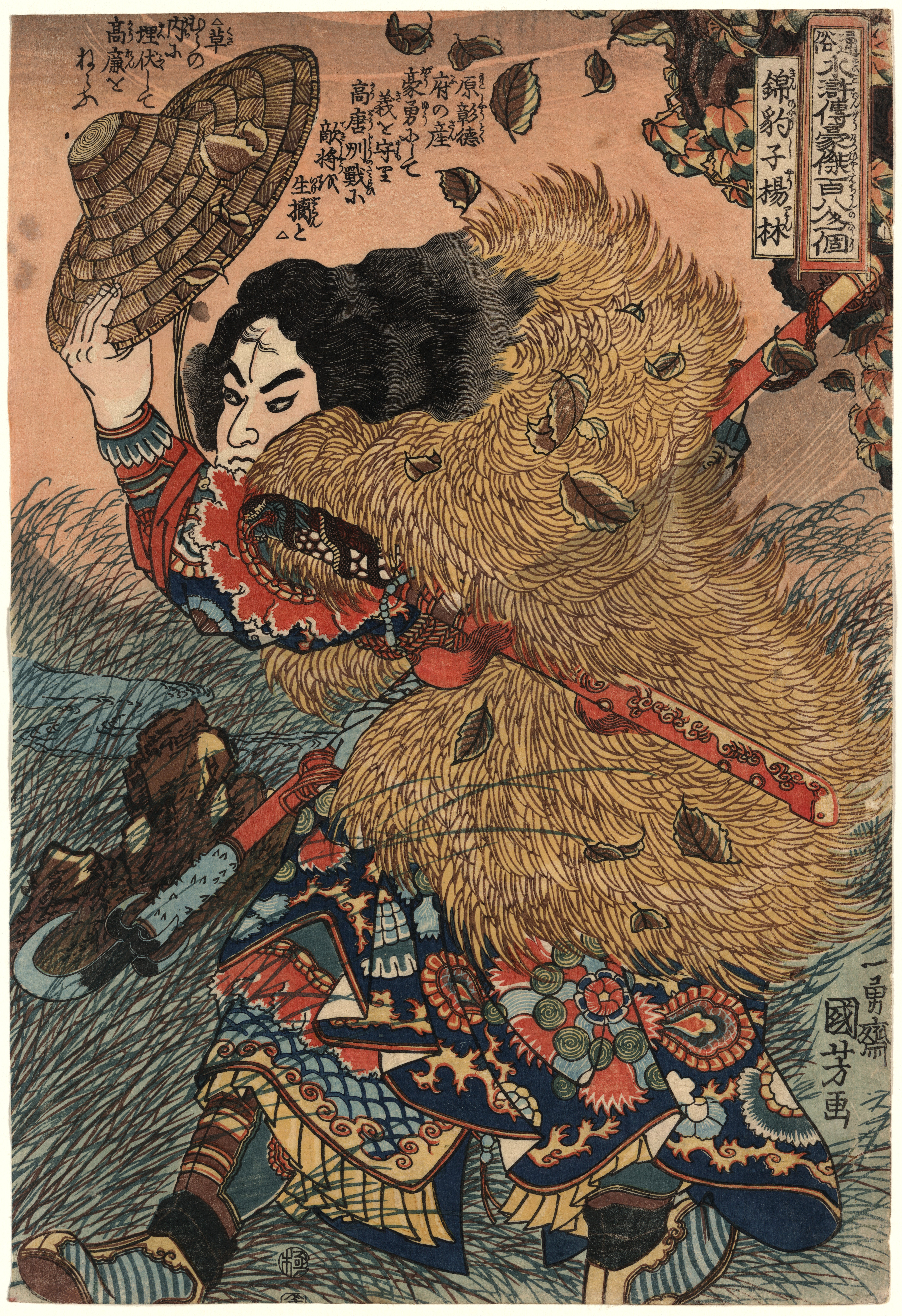
Yang Lin – bohater Opowieści znad brzegów rzek

Typowym przykładem powieści awanturniczej o szlachetnych rozbójnikach są Opowieści znad brzegów rzek (wydana w wyborze przez S.W. Czytelnik w 1952 roku).

### Powieść historyczna
Powieść historyczna chyba najlepiej jest reprezentowana przez Opowieści o Trzech Królestwach pióra Luo Guanzhonga, który zebrał liczne ludowe opowieści, rozwinął je przez dodanie dialogów, wyeliminował wydarzenia niewiarygodne i fantastyczne oraz uzupełnił faktami z kronik dynastycznych. Opowieści o Trzech Królestw (Sanguo Yanyi) opisują w zbeletryzowanej formie wypadki rozgrywające się po upadku dynastii Han, opisane w III wieku przez historyka Chen Shou w Kronice Trzech Królestw. Innym przykładem są Dongzhou Lieguo Zhi (Dzieje Królestw Walczących Wschodniej Epoki Zhou), autorstwa Feng Menglonga, z XVII w.

### Powieść obyczajowa
Typowym przykładem powieści obyczajowej są Kwiaty śliwy w złotym wazonie (Jin Ping Mei, od nazwisk trzech bohaterek powieści) (wyd. polskie: tłum. Irena Sławińska, Jerzy Chociłowski, Ryszard Chmielewski, Wyd. Muza SA, Warszawa, 1994).

### Powieść mitologiczno-fantastyczna
Typową powieścią tego rodzaju jest powieść Wędrówka na Zachód (Xiyouji) oraz Dzieje duchów dobrych i złych. Opowiadania (nie powieści) fantastyczne były popularne od okresu Tang, a ich najlepszym przykładem są Liaozhai Zhiyi autorstwa Pu Songlinga.

### Powieść społeczno-psychologiczna
Najwybitniejszym przykładem jest osiemnastowieczna powieść Sen czerwonego pawilonu (Hong Lou Meng) autorstwa Cao Xueqina.

### Powieść satyryczna
Najbardziej znaną jest Nieoficjalna kronika Konfucjanistów wyśmiewającą warstwę feudalnej biurokracji wychowanej na dziełach Konfucjusza i jego następców.

## Współczesna literatura chińska
Jej powstanie datuje się zwykle od rewolucji xinhajskiej w 1911 roku i Ruchu Nowej Kultury. W tym okresie nastąpiło odejście od języka klasycznego, a pisarze zaczęli inspirować się literaturą zagraniczną, m.in. japońską i zachodnią. Bardziej szczegółowo chińską literaturę współczesną można podzielić na trzy okresy:
- republikański (modernistyczny) – od powstania Republiki Chińskiej w 1911 roku do jej upadku na kontynencie w 1949 roku;
- socrealistyczny – od powstania Chińskiej Republiki Ludowej w 1949 roku do rozpoczęcia reform gospodarczych w roku 1978; literatura tego okresu jest porównywalna z literaturą socrealistyczną w ZSRR i Europie Wschodniej; okresem jej największej ideologizacji była rewolucja kulturalna
- postmodernistyczny – po 1978 roku; cechuje go w Chinach odejście od ideologii, fascynacja folklorem (np. tzw. literatura poszukiwania korzeni), nawiązania do popularnych nurtów w literaturze zagranicznej, jak m.in. realizm magiczny, a także – urynkowienie;

### Poezja współczesna
Po upadku dynastii Song poezja straciła czołową rolę w chińskiej literaturze, gdyż rozkwitły inne gatunki literackie. Odrodziła się w XX wieku.
- Hu Shi (1891–1962) – pierwszy poeta tworzący w baihua
- Xu Zhimo (1897–1931) – najwybitniejszy poeta Ruchu Nowej Kultury

### Życie literackie
Główną organizacją zrzeszającą pisarzy w Chińskiej Republice Ludowej jest Stowarzyszenie Pisarzy Chińskich, założone w 1949, a pod obecną nazwą funkcjonujące od 1953.
Do głównych chińskich nagród literackich zaliczają się nagrody imienia Lao She, Lu Xuna, Mao Duna, nazwane na cześć wybitnych pisarzy chińskich. W zakresie literatury dziecięcej przyznawane są m.in. nagrody imienia Bing Xin i Chen Bochuia.

## Dalsza lektura
- Jarek Zawadzki: Dawna literatura chińska: antologia i omówienie. Tom I (od początków do X w. n.e.). CreateSpace, 2015. ISBN 978-1515143390. Brak numerów stron w książce